# Indriati Iskak
Indriati Gerald Bernardina (9. lipnja 1942), poznata po umjetničkom imenom Indriati Iskak, nakon braka kao Indri Makki, je bivša indonezijska psihologinja i poslovna žena koja se u mladosti nakratko bavila glumom te krajem 1950-ih i početkom 1960-ih godina stekla status filmske zvijezde.  Popularnost je stekla svojim prvijencem  Tiga Dara iz 1957. godine. Nakon toga je nastupila u još nekoliko filmova, te osnovala vlastitu girl group prije nego što se povukla iz industrije zabave 1963. godine Nakon toga je 1968. godine diplomirala psihologiju na Univerzitetu Indonezije, a nakon toga predavala na Umjetničkom institutu u Jakarti. Također je radila za tvrtku Unilever, od 1994. godine se bavi marketinškim konzaltingom.

## Filmografija
- Tiga Dara (1956)
- Sengketa (1957)
- Djuara Sepatu Roda (1958)
- Tiga Mawar (1959)
- Desa yang Dilupakan (1960)
- Gadis Diseberang Djalan (1960)
- Djantung Hati (1961)
- Masih Ada Hari Esok (1961)
- Daun Emas (1963)

## Vanjske poveznice
- Indiati Iskak na internetskoj bazi filmova IMDb